# Sint-Jozefkapel (Helmond)

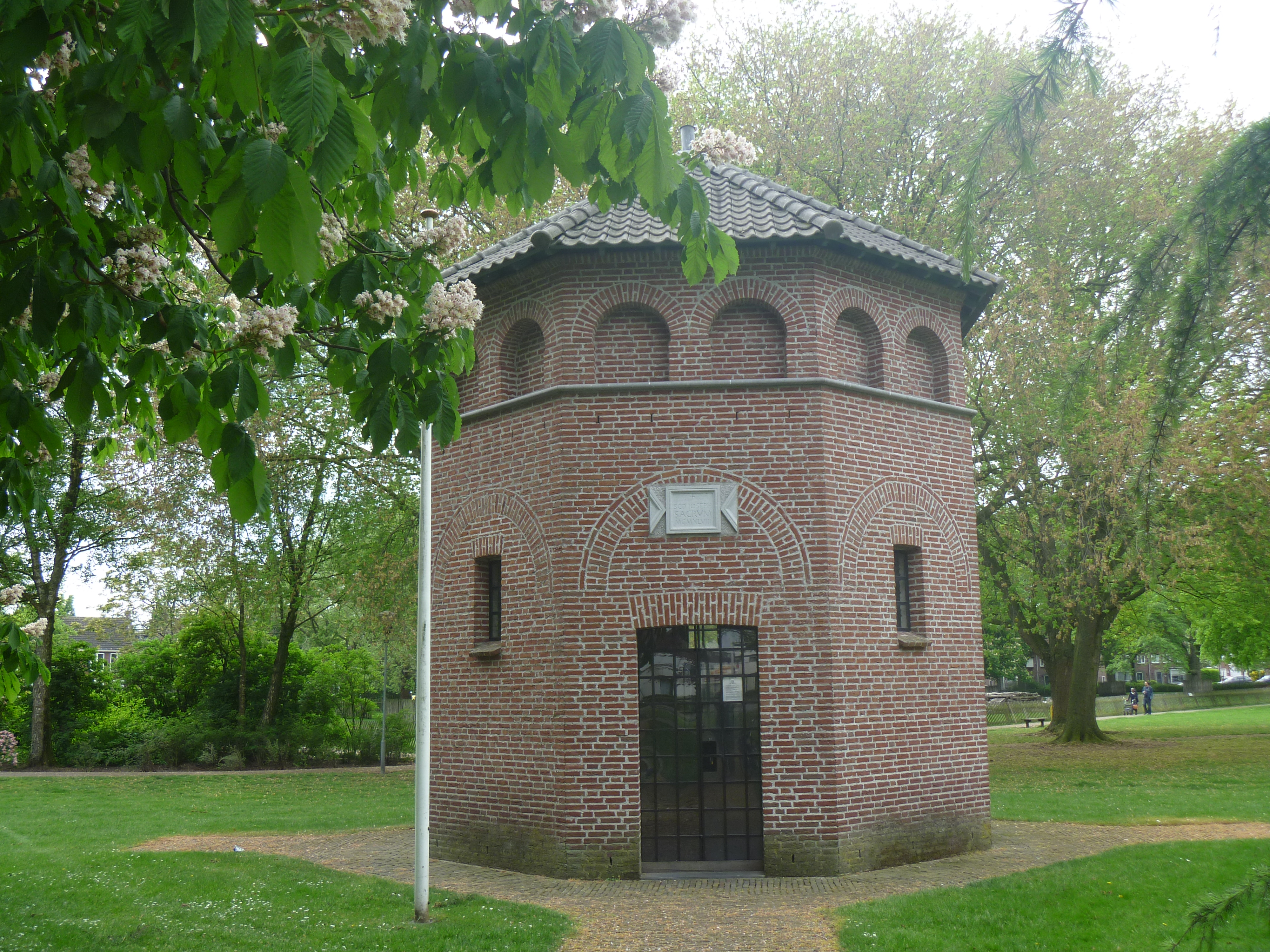
De St. Jozefkapel in het Hortensiapark

De Sint-Jozefkapel of Gedachteniskapel St. Jozef is een Nederlands oorlogsmonument in Helmond ter ere van de slachtoffers van het oorlogsgeweld uit de periode 1939-1950 die uit Helmond afkomstig waren. Het originele monument werd onthuld in 1948 en de replica in 1995. Het monument werd ontworpen door de gebroeders Van der Laan. Het is gelegen in het Hortensiapark.

## Aanleiding
In 1941 deed pater Henricus de belofte aan God om een veldkapel te bouwen als de Sint Jozefparochie in Helmond gespaard zou blijven van het oorlogsgeweld. De veldkapel werd in 1948 in opdracht van pastoor Van Leeuwen gebouwd. Hij kocht een terrein aan de (toenmalige) rand van Helmond om daar een klein heiligdom ter ere van Sint Jozef te plaatsen. Dit werd uiteindelijk de Sint Jozefkapel aan de Straakvense Heideweg nabij het riviertje De Aa.

## Architecten
De opdracht voor het ontwerpen en de bouw van het kapelletje werd gegeven aan de gebroeders Van der Laan. Deze bestond uit Benedictijner monnik en architect Hans van der Laan en zijn jongere broer Nico van der Laan. Zij waren destijds leidende figuren in de traditionalistische Nederlandse architectuurschool Bossche School. Deze school richt zich op getalsmatige verhoudingen en sobere vormgeving.

## Vormgeving
De architecten van het origineel waren van mening dat alles eenvoudig en sober moest zijn. Dit was ook typerend voor de architectuurstijl van de Bossche School. Daarnaast kozen ze ervoor om gebruik te maken van bakstenen die gemaakt werden van een speciale soort natuursteen. Deze bakstenen konden alleen geleverd worden door een gespecialiseerde fabrikant uit Limburg.
De kapel bestaat uit een achthoekig gebouw van circa vijfeneenhalf meter breed en negen meter hoog. De bovenkant bestaat uit een koepelgewelf met daarop een tentvormige dakconstructie. De ramen in de muren zijn halfrond. Aan de voorkant bevindt zich een toegangshek. Binnenin bevinden zich glazen gedenkplaten met de namen van slachtoffers.

## Replica
Na verloop van tijd raakte de Sint Jozefkapel aan de Straakvense Heideweg in verval. Uit veiligheidsoverwegingen werd de beeltenis van Sint Jozef uit het kapelletje weggehaald door de gemeente Helmond. Daarna sloopte de gemeente het gebouw in 1982 om plaats te maken voor de nieuwe kanaalomleiding.
In 1995 werd er door een groep inwoners van Helmond het initiatief genomen om het kapelletje te herbouwen in het Hortensiapark in Helmond. Onder hen bevonden zich de architect H. van Wetten en aannemer H. Manders. De kosten bedroegen ongeveer 250.000 gulden, waarvan 40.000 door de gemeente Helmond werd betaald en de rest werd door middel van een sponsoring bij elkaar gespaard.
De replica werd gebouwd door metselaars in spe van de Stichting Bouwopleiding Helmond (SBRH). Dezen werden uitgekozen om hun vakbekwaamheid en motivatie. Hierbij werkten ze onder leiding van een leermeester samen met twee uitvoerders van de originele kapel.

## Huidig gebruik
Tegenwoordig wordt de Gedachteniskapel gebruikt voor herdenkingen, zoals de dodenherdenking van 4 Mei en de herdenking van de Helmondse bevrijding op 25 September.

## Locatie
De originele kapel die gebouwd werd in 1948 bevond zich aan de Straakvense Heideweg langs de rivier de Aa. De replica bevindt zich in het Hortensiapark in Helmond. Dit ligt tussen de Hortensialaan en de Wethouder van Wellaan.

## Inscriptie
De volgende namen bevinden zich op de gedenkplaten in de kapel:
- D.P. Admiraal, 24-11-1942, Dachau
- J.J.A. van Aerle, 22-09-1944, Geldrop
- H. Anjema, 23-09-1944, Helmond
- J.Th. Bakker, 23-12-1944, Helmond
- C.A.M. Beks, 23-12-1944, Helmond
- J.Th.J. van Berlo, 22-09-1944, Helmond
- B. van Bommel, 22-09-1944, Helmond
- E.P.J. van den Bosch-Warmer, 21-10-1944, Helmond
- L.H. van Bree, 20-05-1940, Calais
- J.H.L. van den Broek, 26-11-1944, Helmond
- L.H.J. van den Broek, 02-06-1944, Düsseldorf
- F.A. Broos, 12-05-1940, Maarheeze
- J.B.J.M. van Bussel, 20-05-1940, Calais
- W. Coppel, 01-01-1945, Auschwitz
- I. Coppel-Stein, 16-09-1944, Auschwitz
- B. Coppel-Philipps, 08-04-1944, Auschwitz

- J.W.L. Corstens, 03-05-1945, Neustadt
- P.F. Donkers, 16-05-1940, Goes
- W.G.J. van Doorn, 15-05-1940, Dordrecht
- B. van Dorst, 23-09-1944, Helmond
- J.L. Dovens, 23-12-1944, Helmond
- J.Th. van der Els, 10-05-1940, Loosduinen
- J. van den Enden, 25-09-1944, Helmond
- J.J.M. Evers, 25-06-1944, Zwolle
- P.A. Fentener van Vlissingen, 10-11-1944, Rotterdam
- P.J. Fentener van Vlissingen, 29-09-1944, Geldrop
- J. Filipini, 23-09-1944, Helmond
- W.C.M. de Graaf, 23-09-1944, Helmond
- J.B.F. Grinwis, 21-05-1940, Calais
- W.L. Haenen, 11-05-1940, Helmond
- G.L. Baron van Hardenbroek, 28-10-1944, Helmond
- L.J. Baron van Hardenbroek, 28-10-1944, Helmond

- A.H. Heldens, 24-05-1940, Helmond
- J.M.H.H. Hockers, 21-09-1944, Helmond
- B.C. van Hoof, 11-12-1944, Helmond
- B.R. Hoogenboom, 28-10-1944, Helmond
- A.W. Hubenaar, 14-02-1945, Helmond
- A.J. Jacobs, 10-05-1940, Cuijk
- W.L. Janssen, 21-05-1940, Calais
- J.H. Jussen, 22-09-1944, Helmond
- E. Kamminga, 22-09-1944, Helmond
- J.M. Kerkhof, 31-10-1944, Helmond
- L.A. van de Kerkhof, 23-09-1944, Eindhoven
- J.M.M. Keijzers, 1944, Duitsland
- F. van de Kimmenade, 24-05-1940, Helmond
- R.A. Kollewijn, 08-11-1944, Delft
- J.M. Koolen, 22-09-1944, Helmond
- M. Koppel, 31-03-1944, Auschwitz

- P.K. Koppel, 03-09-1942, Auschwitz
- H. Koppel-Cohn, 03-09-1942, Auschwitz
- C.H. van Kraay, 10-11-1944, Helmond
- J. Kreekels, 27-02-1942, Java-zee
- H.L.C. van Krugten, 02-04-1945, Bergen op Zoom
- I.A.M. Ledel-Ledel, 23-09-1944, Helmond
- A.H. Manders, 23-09-1944, Helmond
- H.M. Martens, 01-01-1945, Helmond
- A.A.J. Melis, 14-02-1945, Helmond
- J.M. Meulendijks, 31-07-1944, Ravensbrück
- C.S.C. Moedt, 22-01-1943, Hamburg
- F.H.C. Morees, 20-05-1940, Calais
- F.J.H. van de Mortel, 11-05-1940, Helmond
- C. Netten, 17-01-1943, Hoogeveen
- B.F.A. Onrust, 05-10-1944, Deurne
- R. van Oorschot, 21-05-1940, Calais

- W. van Oorschot, 06-09-1943, Zwolle
- M.H. Peeters, 14-02-1945, Helmond
- M. Raymakers, 1944, 't Hout
- W.A. Rijniers, 22-07-1940, Calais
- A. Roelen, 11-05-1940, Helmond
- L.P. van Rooij, 03-07-1944, Helmond
- W.H. Rooijakkers, 06-05-1945, Sandbostel
- F. Rooijakkers
- Th.P. Sanders, 23-09-1944, Helmond
- E.A.P. Scholtz, 23-09-1944, Helmond
- C.N. Schrama, 31-01-1944, Helmond
- G. Siroen, 31-05-1945, Bergen-Belsen
- P.M.H. Slits, 25-09-1943, Wolverhampton
- A. Smits, 28-08-1944, Helmond
- H.G. Smits, 24-05-1940, Helmond
- J.M.J. van der Sommen, 10-05-1940, 's-Gravenhage
- S.J.H. Spoormakers, 24-05-1940, Helmond

- P. Stein-Winter, 1944, Auschwitz
- J.F. van Stiphout, 20-01-1945, Neuengamme
- P. van de Valk, 08-10-1944, Zwartsluis
- H. Verbruggen, 17-05-1940, Koudekerken
- J.M.M. Vereijken, 27-11-1944, Helmond
- J. Verhoeven, 13-11-1942, Gibraltar
- W.G. Vlemmings, 17-08-1944, Helmond
- W.F. Vliegenberg, 13-11-1942, Gibraltar
- P.A. Vriens, 27-11-1944, Freiburg
- F. Welten, 04-04-1943, Helmond
- H.M.G. van Wetten, 01-09-1944, 't Hout
- W. van Wetten, 01-09-1944, 't Hout
- L.H.A. Wijnen, 25-03-1944, Helmond
- J. van Woensel, 01-09-1944, Helmond
- G.J.A. van Zelst, 22-09-1944, Geldrop

- L. van den Akker, 15-07-1947, Ned. Indië
- J.H.G. Callaars, 29-12-1948, Ned. Indië
- G.H. van Goch, 19-01-1947, Ned. Indië
- G.A. Hamel, 11-05-1949, Ned. Indië
- A.J. van der Heijden, 25-06-1947, Ned. Indië
- J. van Heugten, 09-05-1945, Ned. Indië
- G.J. Klumpers, 18-01-1949, Ned. Indië
- J.H.M. Nederveen, 16-04-1949, Ned. Indië
- A.J. Pijnenburg, 18-03-1947, Ned. Indië
- G.C.J. Pijnenburg, 04-07-1949, Ned. Indië
- A.H.C. Raijmakers, 16-06-1949, Ned. Indië
- J.H.J. van den Reek, 24-01-1946, Ned. Indië
- C. Rooijakkers, 02-07-1946, Ned. Indië
- L. Sonnemann, 28-08-1946, Ned. Indië
- L.H. Strijbosch, 03-05-1948, Ned. Indië
- P.J. Vos, 11-05-1946, Ned. Indië

- W. Martens, 10-10-1993, Bosnië
- F. de Bie, 14-02-1946, Oirschot
- H.J. Bouwman, 10-05-1940, Helmond
- J.H.C. Kuijpers, 14-02-1946, Oirschot
- F. van Leuken, 14-02-1946, Oirschot
- H.M. van Lieshout, 30-12-1943, Thailand
- M.F.H. Meeuwsen, 10-03-1942, Oost-Indië
- H.M.A. Sprengers, 15-11-1944, Parkhausen
- J.J.W. Verwey, 23-02-1945, Brummen
- J.L. Wolfs, 12-07-1945, Nijmegen